# From the Album with the Same Name
From the Album of the Same Name is het debuutmuziekalbum van de Brits-Schotse band Pilot. Pilot bestond toen officieel alleen nog uit zijn naamgevers (vandaar drie hoofden op de cover):
- P voor: David Paton – gitaar, basgitaar en zang
- L voor: William Lyall – toetsen en zang
- T voor: Stuart Tosh – slagwerk

Ian Bairnson wordt als gastmusicus genoemd, op de gitaar; na dit album werd hij vast bandlid. Richard Hewson verzorgde de orkestratie, normaal deed Andrew Powell dat bij Alan Parsons' productiewerk.

## Composities
Alle composities door Paton en Lyall:
1. Just a smile
2. Magic
3. Lucky for some
4. Girl next door
5. Lovely lady smile
6. Sooner or later
7. Don’t speak loudly
8. Over the moon
9. Never give up
10. High into the sky
11. Auntie Iris
12. Sky blue